# Mező Zoltán
Mező Zoltán (Vásárosnamény, 1984. április 20. –) magyar színész, énekes. 

## Életpályája
1984-ban született Vásárosnaményben. 3 éves korában szüleivel Budapestre költöztek. A középiskolát Szigetszentmiklóson végezte. Érettségi után a Gór Nagy Mária Színitanodában tanult, mellette folyamatosan képezte énekhangját. Szerepelt az MTV Társulat című tehetségkutatójában is, majd rendszeres szereplője lett a Sziget Színháznak. 2010-ben alapító tagja a Rocktenors nevű formációnak, amellyel 2011-ben az RTL Klubon futó X Faktor című tehetségkutató műsorban is szerepelt. 2013-tól a Madách Színház több előadásában is látható, mellette független produkciókban is szerepel.
Öccse Mező Márió énekes, színész.

## Fontosabb színházi szerepei
- Derzsi György - Meskó Zsoltː A tizenötödik - Ernst, törzshadbíró
- Andrew Lloyd Webberː Az operaház fantomja - Joseph Bouquet
- Rice-Webberː Jézus Krisztus Szupersztár - Annás
- Tim Rice - Andrew Lloyd Webberː̠ József és a széles színesvásznú álomkabát - Judda
- Andersson-Ulvaeus-Anderson-Johnson-Craymerː Mamma Miaǃ - Bill Austin
- Norman-Stoppard-Hallː Szerelmes Shakespeare - Frees / Capuletné / Csónakos
- Hansard-Irglová-Walshː Once/Egyszer - Andrej
- Kálmán: Csárdáskirálynő - Kaucsiánó Bonifác gróf
- Bakonyi: Mágnás Miska - Miska
- Boublil-Schönberg: Nyomorultak - Feuilly
- Szörényi-Bródy: István, a király - Sur
- Gém Zoltán: Starfactory - Dobi Tomi
- T. S. Eliot - A. L. Webber: Macskák - Mefisztulész I.
- Fekete-Szemenyei-Győrei-Schlachtovszky: Vuk - Vahúr
- A Mézga család (zenés színpadi vígjáték, 2019) - Blöki

## Filmes és televíziós szerepei
- Géniusz, az alkimista (2010)